# Rhipidia diplocada
Rhipidia diplocada är en tvåvingeart som först beskrevs av Alexander 1941.  Rhipidia diplocada ingår i släktet Rhipidia och familjen småharkrankar. Inga underarter finns listade i Catalogue of Life.